# Tratado de Santo Ildefonso (1777)

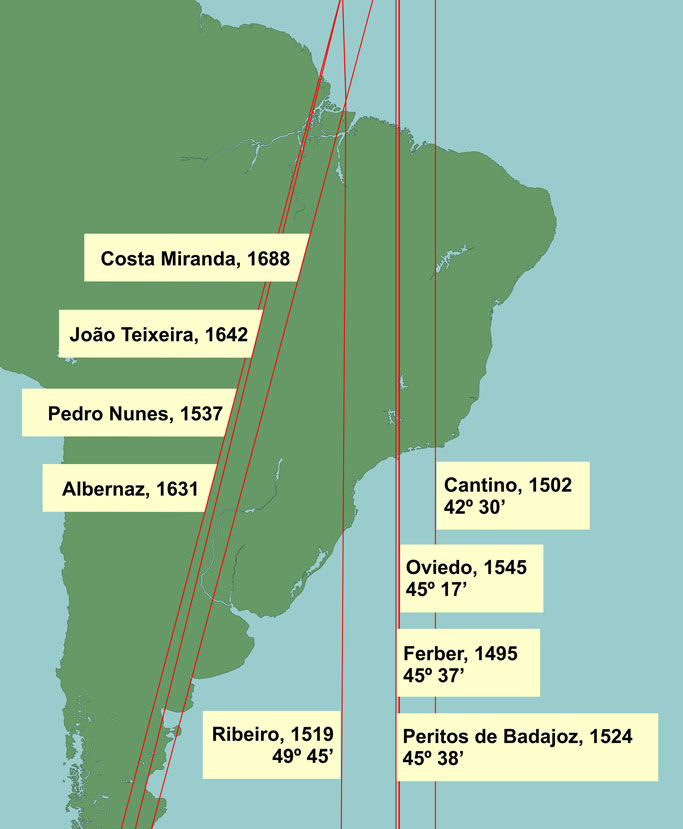
Linha definida pelo Tratado de Tordesilhas, segundo vários cartógrafos.

O primeiro Tratado de Santo Ildefonso foi assinado em 1 de outubro de 1777 entre a Espanha e Portugal. Resolveu disputas territoriais de longa data entre as possessões dos dois reinos na América do Sul, principalmente na região do Rio da Prata.

## Antecedentes

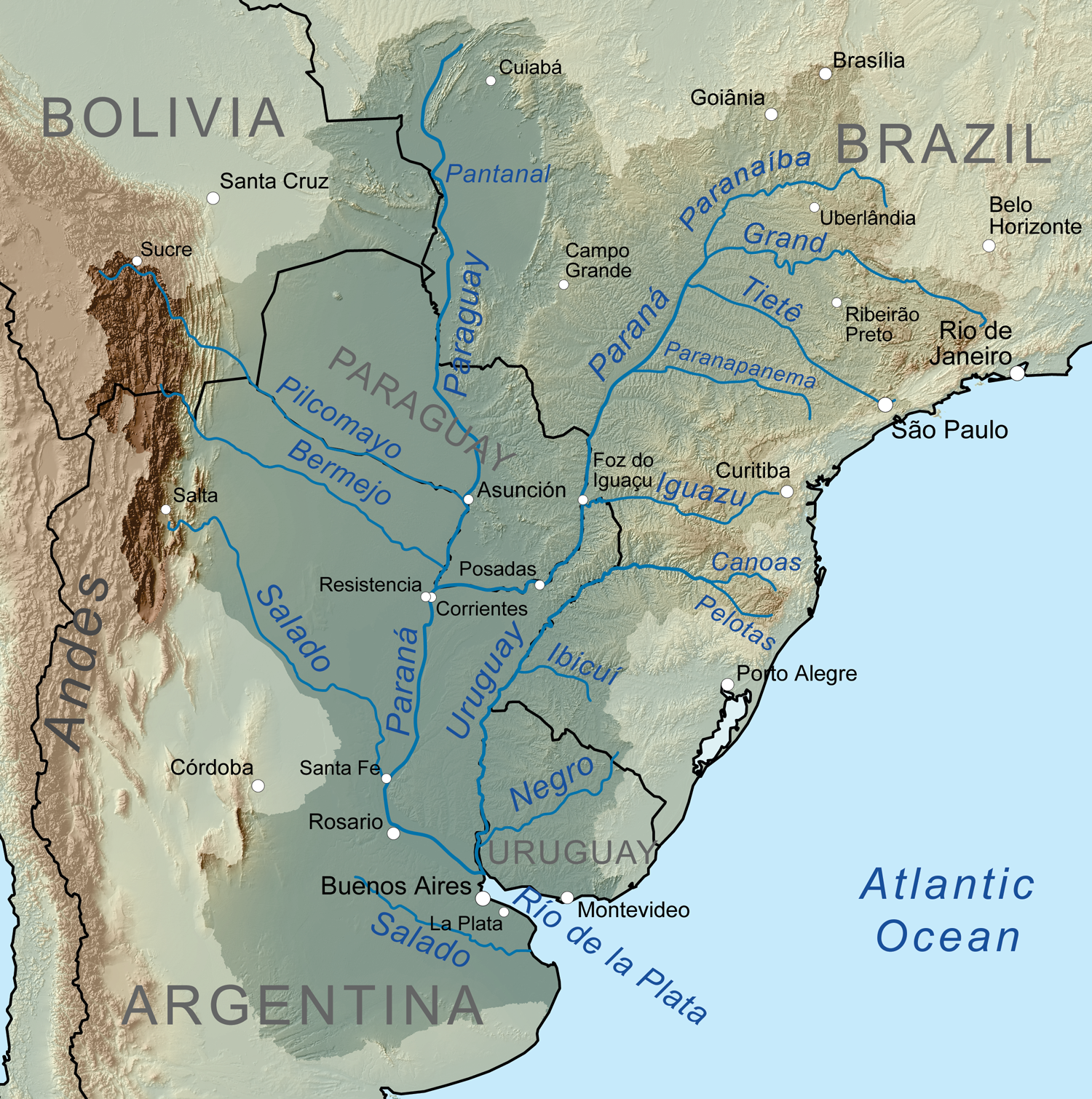
A bacia do Rio da Prata, com as principais cidades e rios marcados

Por quase 300 anos, diferentes interpretações do Tratado de Tordesilhas levaram a disputas fronteiriças entre Espanha e Portugal sobre a região do Rio da Prata. Embora as minas de prata espanholas em Potosí estivessem bem a oeste da área disputada, Portugal tentava constantemente anexar a região dos filões de prata às suas colônias brasileiras.
Os dois países tentaram resolver seus problemas no Tratado de Madrid de 1750, mas em 1761, ele foi anulado pelo novo monarca espanhol Carlos III. Em 1762, a Espanha entrou na Guerra dos Sete Anos ao lado da França, resultando na chamada Guerra Fantástica de 1762-1763.
Com o apoio britânico, os portugueses repeliram uma invasão franco-espanhola na Europa. Na América do Sul, a Espanha capturou o porto português de Colônia do Sacramento, agora no Uruguai, e grande parte do atual estado brasileiro do Rio Grande do Sul. No entanto, o Tratado de Paris de 1763 exigia que a Espanha devolvesse Colônia do Sacramento e, em 1777, Portugal havia reocupado o Rio Grande do Sul.

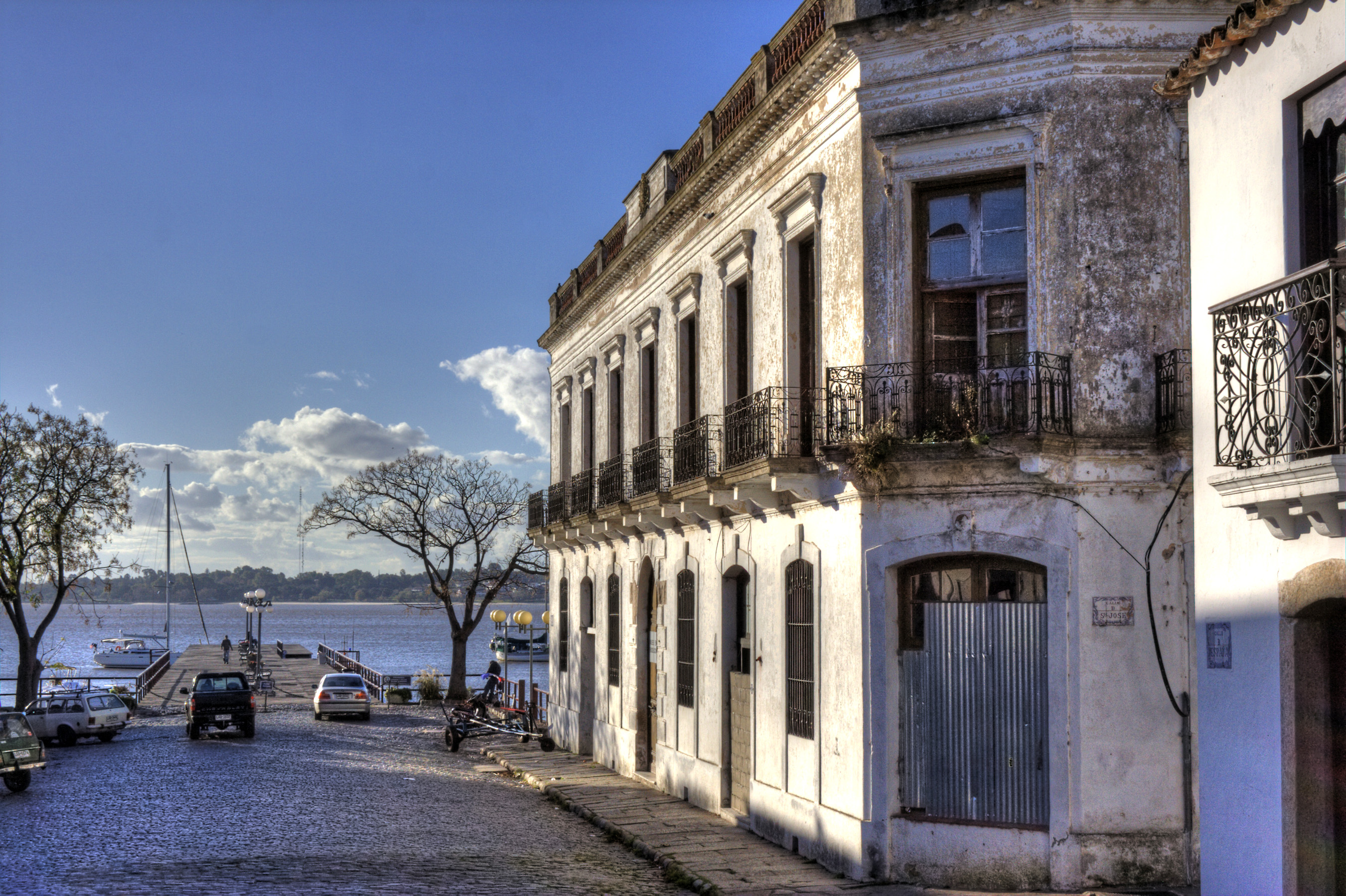
Colônia de Sacramento

Grande parte da América do Sul espanhola era controlada pelo Vice-Reino do Peru, que exigia que todo o comércio passasse por Lima no Pacífico. Essa política encareceu as importações, impediu o desenvolvimento econômico da costa atlântica e causou crescente insatisfação com o domínio espanhol. As invasões portuguesas no Rio da Prata permitiram que seus mercadores escapassem dessas restrições comerciais; Buenos Aires posteriormente se tornou um importante centro de mercadorias contrabandeadas. Em uma tentativa de recuperar o controle econômico e político, um novo vice-reino do Rio da Prata foi estabelecido em 1776, com capital em Buenos Aires. Apesar da oposição de Lima, o livre comércio limitado era permitido entre Buenos Aires, Montevidéu e a Espanha.

Impérios espanhol e português, 1790. As fronteiras do Tratado de Santo Ildefonso são mostradas

Entre 1775 e 1776, a guerra não declarada na região entre os dois países tornou-se cada vez mais acirrada, embora a Guerra Luso-Espanhola só tenha começado formalmente em 1776. Em fevereiro de 1777, o novo Vice-rei do Rio de la Prata, Pedro Antonio de Cevallos, assumiu o comando de uma força expedicionária espanhola de 116 navios e 19 000 soldados. Ele conquistou a ilha de Santa Catarina em fevereiro antes de avançar contra a Colônia do Sacramento, que se rendeu em julho.
Em agosto, Cevallos soube que José I de Portugal havia morrido em fevereiro; sua filha, Maria I, pediu a paz e as operações ofensivas cessaram.

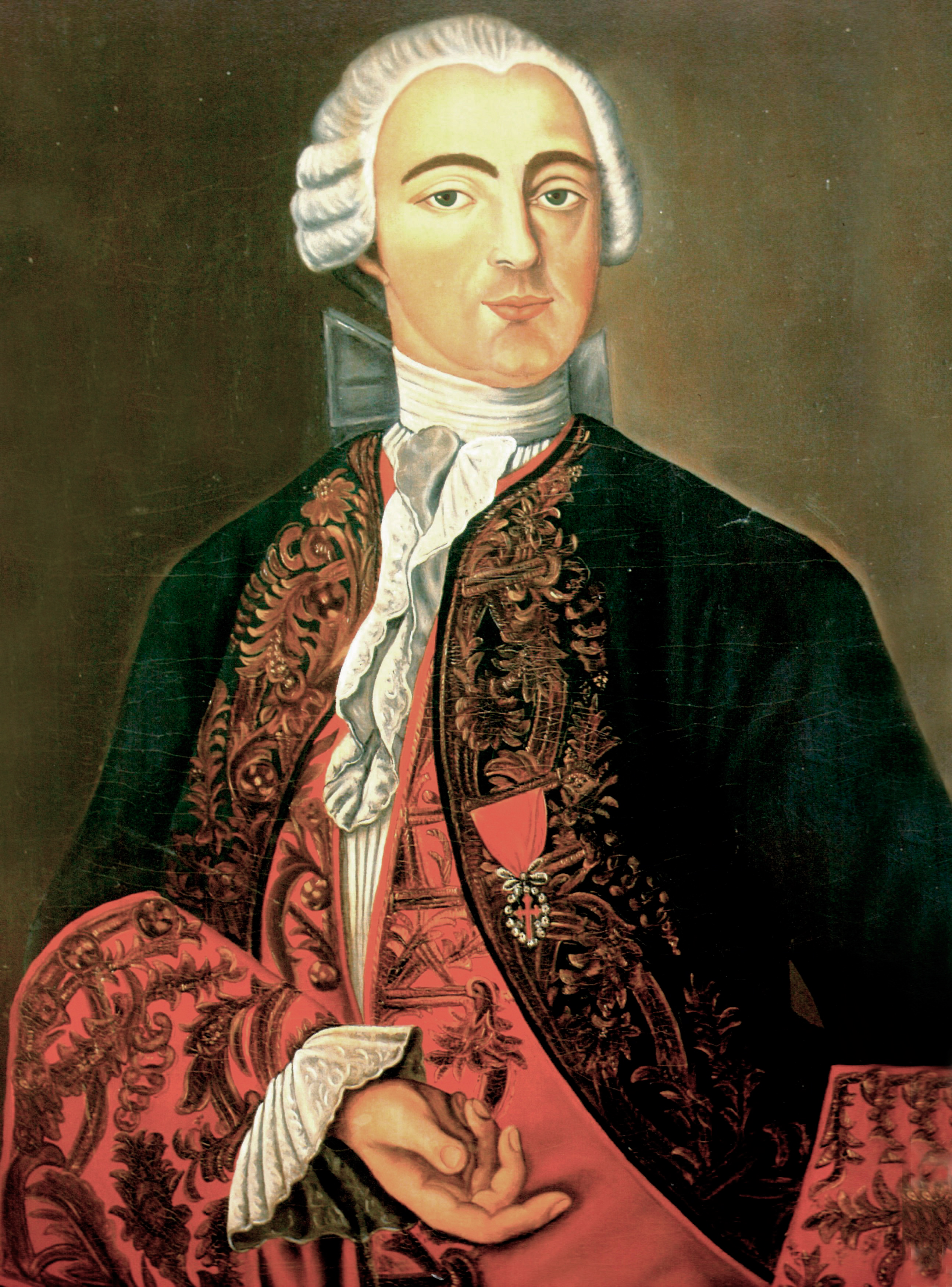
Pedro de Cevallos, vice-rei do Rio da Prata

## Acordo
Pelo Tratado, Portugal cedeu Colonia de Sacramento, a ilha de São Gabriel e as Misiones Orientales (Sete Povos das Missões), enquanto a Espanha reconheceu o controle português do sul do Brasil e devolveu a ilha de Santa Catarina. Uma Comissão de Fronteiras foi estabelecida para delinear as fronteiras coloniais entre os Impérios Português e Espanhol, que foram posteriormente confirmadas pelo Tratado de El Pardo de 1778. Portugal concordou em impedir o contrabando de mercadorias e negar o uso de seus portos a navios militares ou comerciais de nações hostis a Espanha. Este ponto do acordo foi destinado à Grã-Bretanha, com quem a Espanha esteve em guerra de 1779 a 1783.

## Consequências
Carlos III esperava que o estabelecimento da fronteira ajudasse no crescimento econômico do novo vice-reinado e reduzisse a agitação entre sua população. Embora parcialmente bem-sucedido, o desenvolvimento foi prejudicado pela guerra de 1779-1783 com a Grã-Bretanha, que restringiu o comércio com a Espanha continental e gerou altas tarifas e impostos para pagá-lo. O contrabando de mercadorias isentas de impostos permaneceu uma ocupação lucrativa, enquanto pesados impostos e doações "voluntárias" causaram inquietação, como a Revolta dos Comuneros em 1781 no vice-reinado de Nova Granada.
Portugal recuperou as Misiones Orientales (Sete Povos das Missões) no Tratado de Badajoz de 1801. A participação espanhola nas Guerras Napoleônicas e a perda de grande parte de sua marinha na Batalha de Trafalgar em 1805 cortou os laços entre o governo central e suas impetuosas colônias nas Américas. Os ataques britânicos a Buenos Aires e Montevidéu em 1806 e 1807 foram repelidos por forças lideradas localmente, o que lhes deu confiança para exigir autogoverno. O Vice-reino do Rio da Prata foi dissolvido durante a Guerra da Independência Argentina de 1810-1818.

## Legado
A história dos Sete Povos das Missões, local da missão jesuíta ao povo Guarani, foi a base do filme A Missão, de Robert De Niro, de 1986